# Église Saint-Martin de Carpiquet
Pour les articles homonymes, voir Église Saint-Martin.
L'église Saint-Martin est une église catholique située à Carpiquet, en France. Datant des XIIe et XIVe siècles, elle est inscrite au titre des monuments historiques.

## Localisation
L'église est située dans le département français du Calvados, au nord du bourg de Carpiquet, rue de l'église.

## Historique

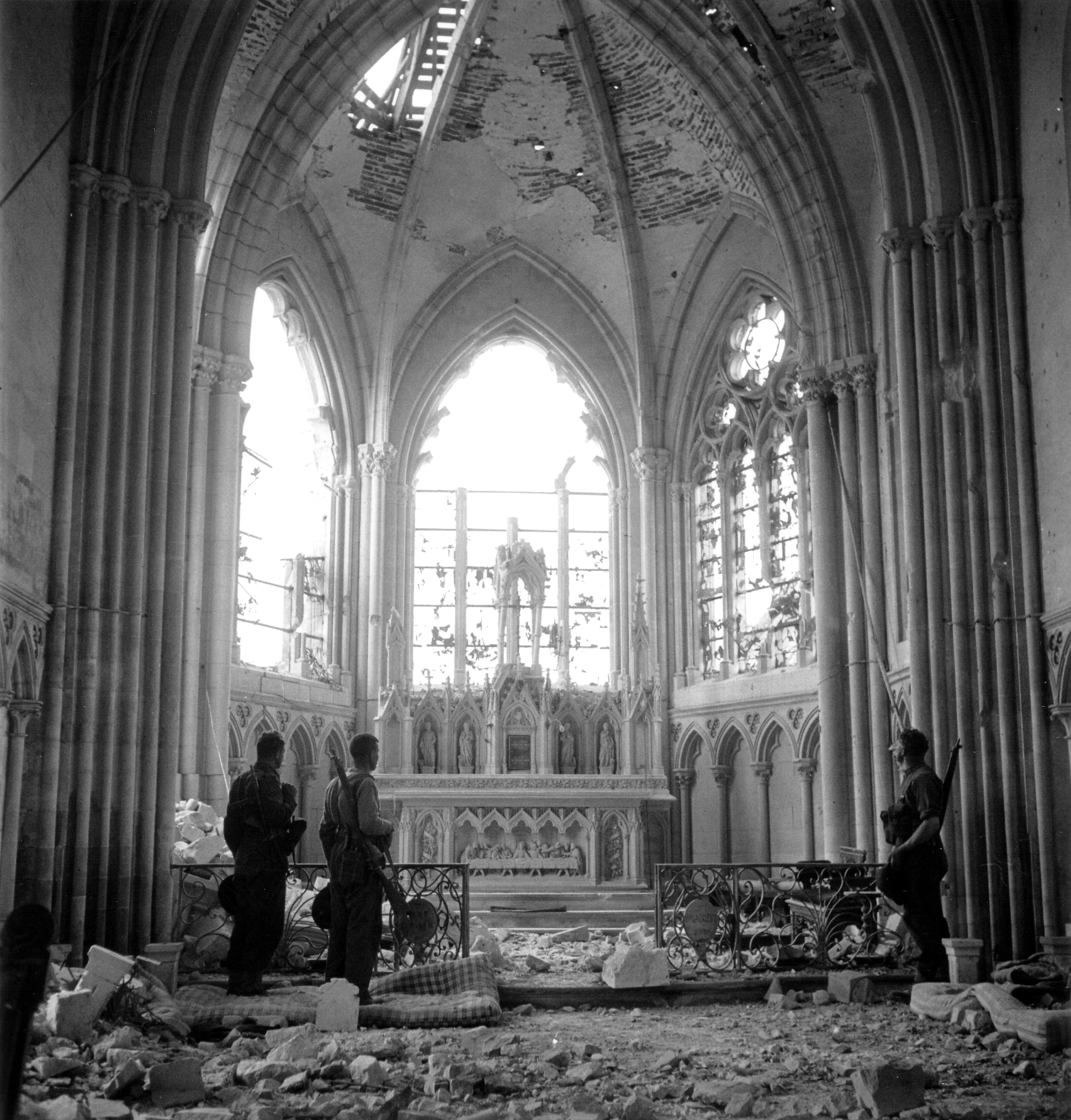
Membres de la 9e Brigade d'infanterie canadienne devant l'autel de l'église le 12 juillet 1944.

L'édifice est sous l'invocation de saint Martin. Elle dépend de l'abbaye de la Trinité de Caen.
L'église est bâtie entre le XIe siècle et le XIVe siècle. Arcisse de Caumont pense que la tour est datée du XIVe siècle ou XVe siècle. Le chœur date du XVe siècle selon le même.  
L'édifice est inscrit au titre des monuments historiques depuis le 24 janvier 1927.
L'édifice est endommagé dans les combats de la bataille de Normandie en particulier le 4 juillet. Des restaurations ont lieu dans les années 1950 dont la pose de nouveaux vitraux. Il a perdu une croix de faîtage située sur le mu pignon.

## Architecture
L'église est orientée est-sud-est.
Arcisse de Caumont signale que l'édifice possède « quelques parties remarquables ». 
L'église possède une tour massive et une porte en plein cintre. Cette porte possède une archivolte double portant des zigzags. La tour possède un toit en bâtière. 
Elle comporte trois vitraux racontant la vie de saint Martin et datés du XXe siècle, étant réalisés par Chapuis.
Le chevet est pentagonal.

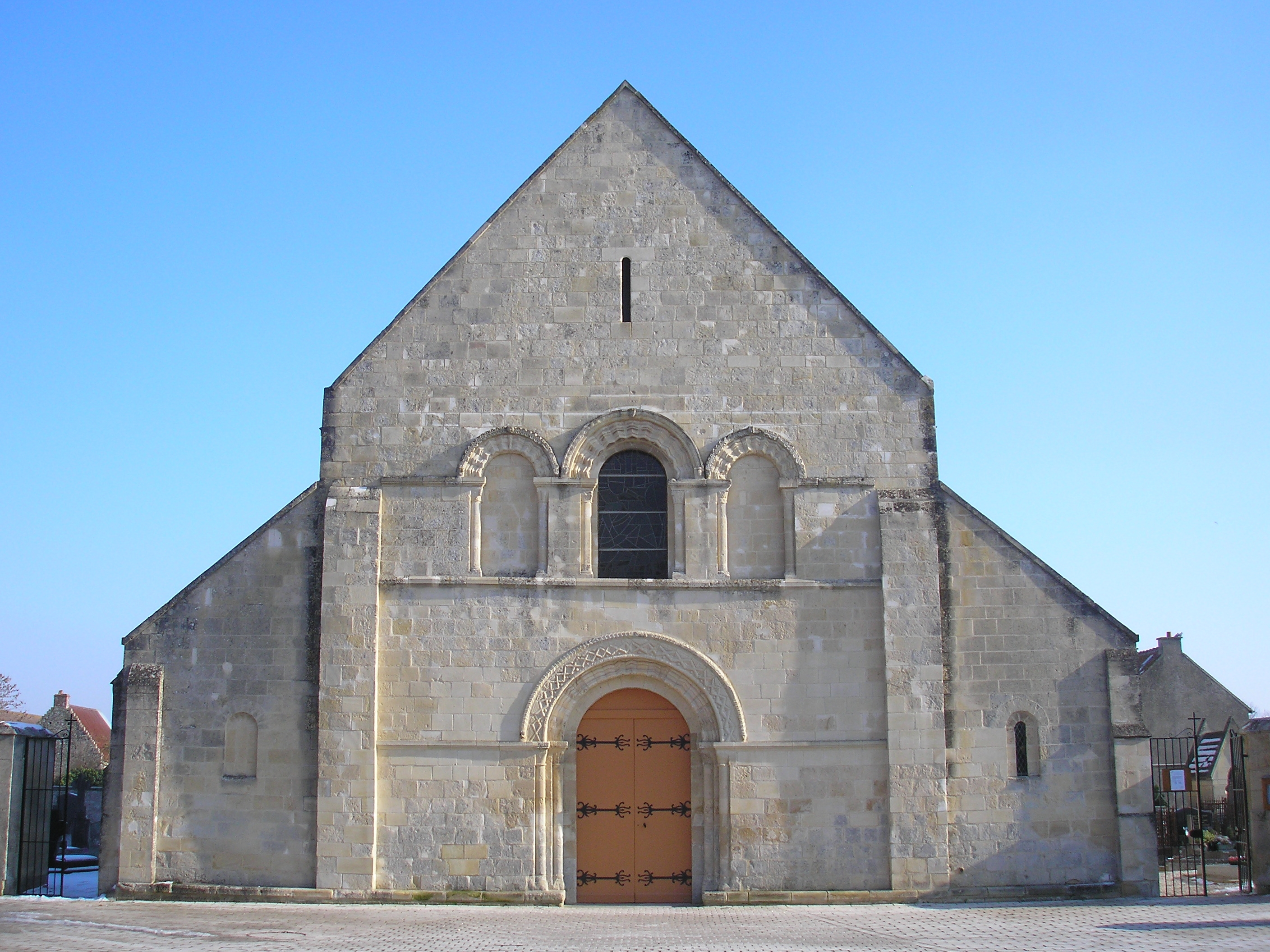
La façade occidentale.
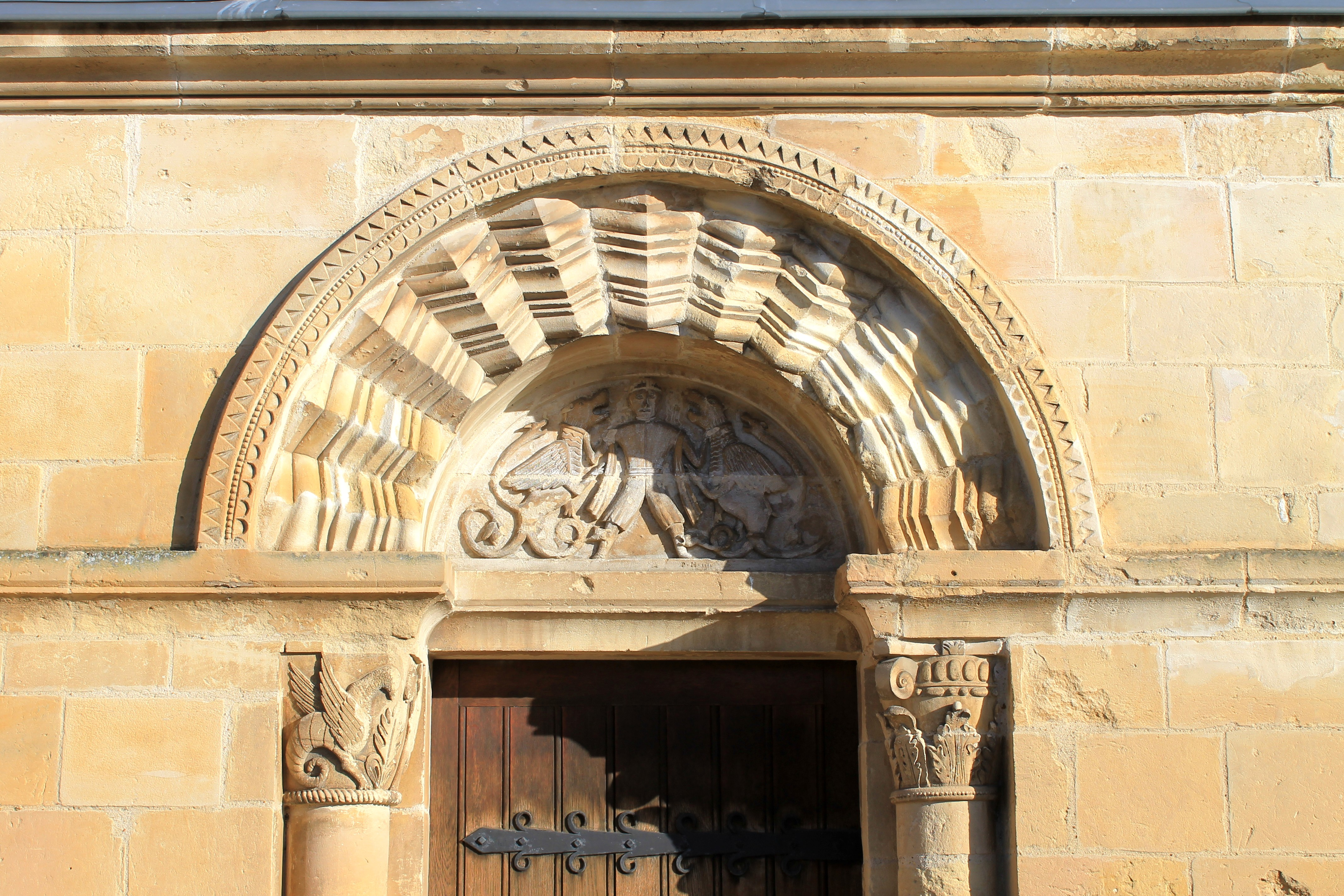
Le tympan du portail méridional.
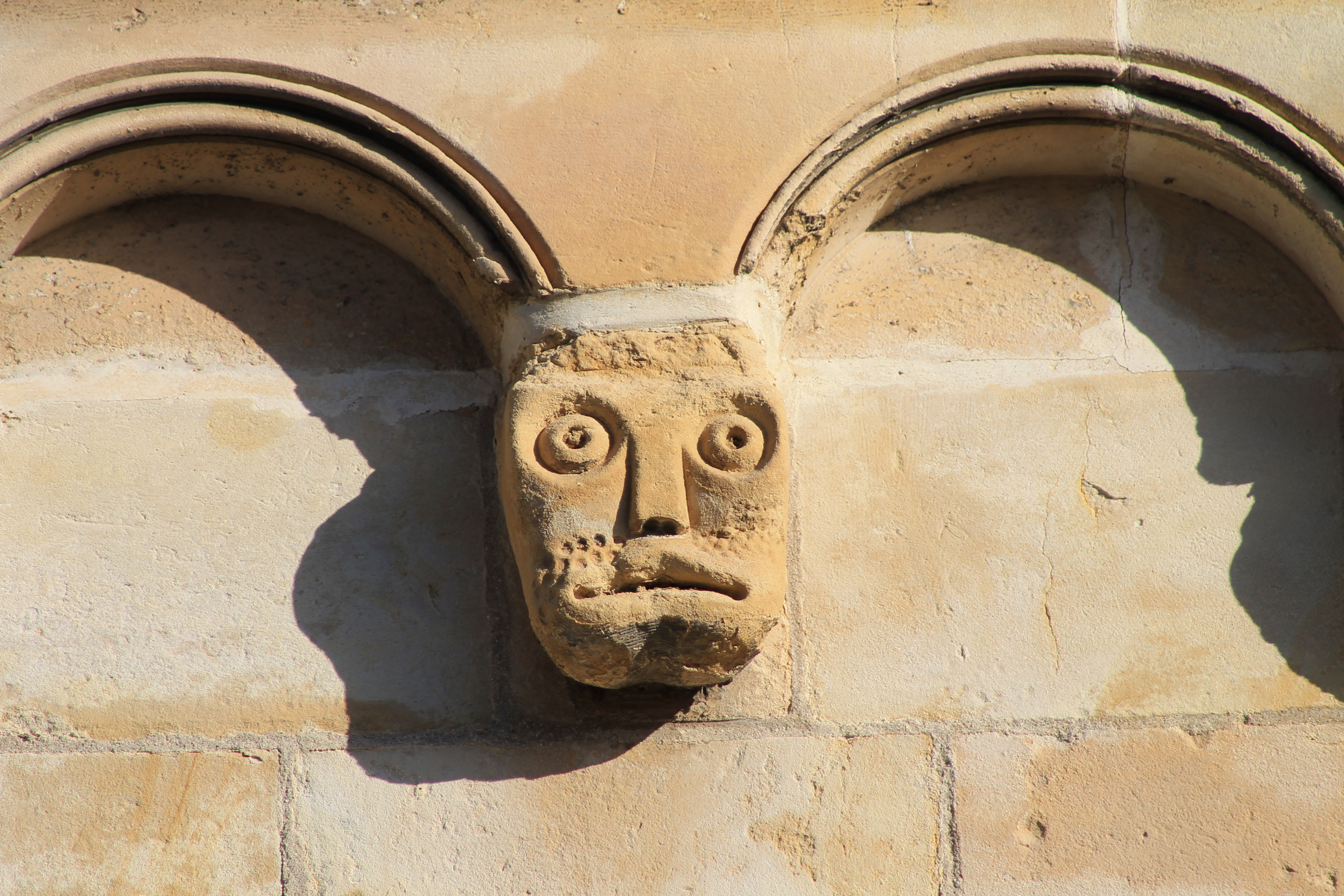
Un modillon.
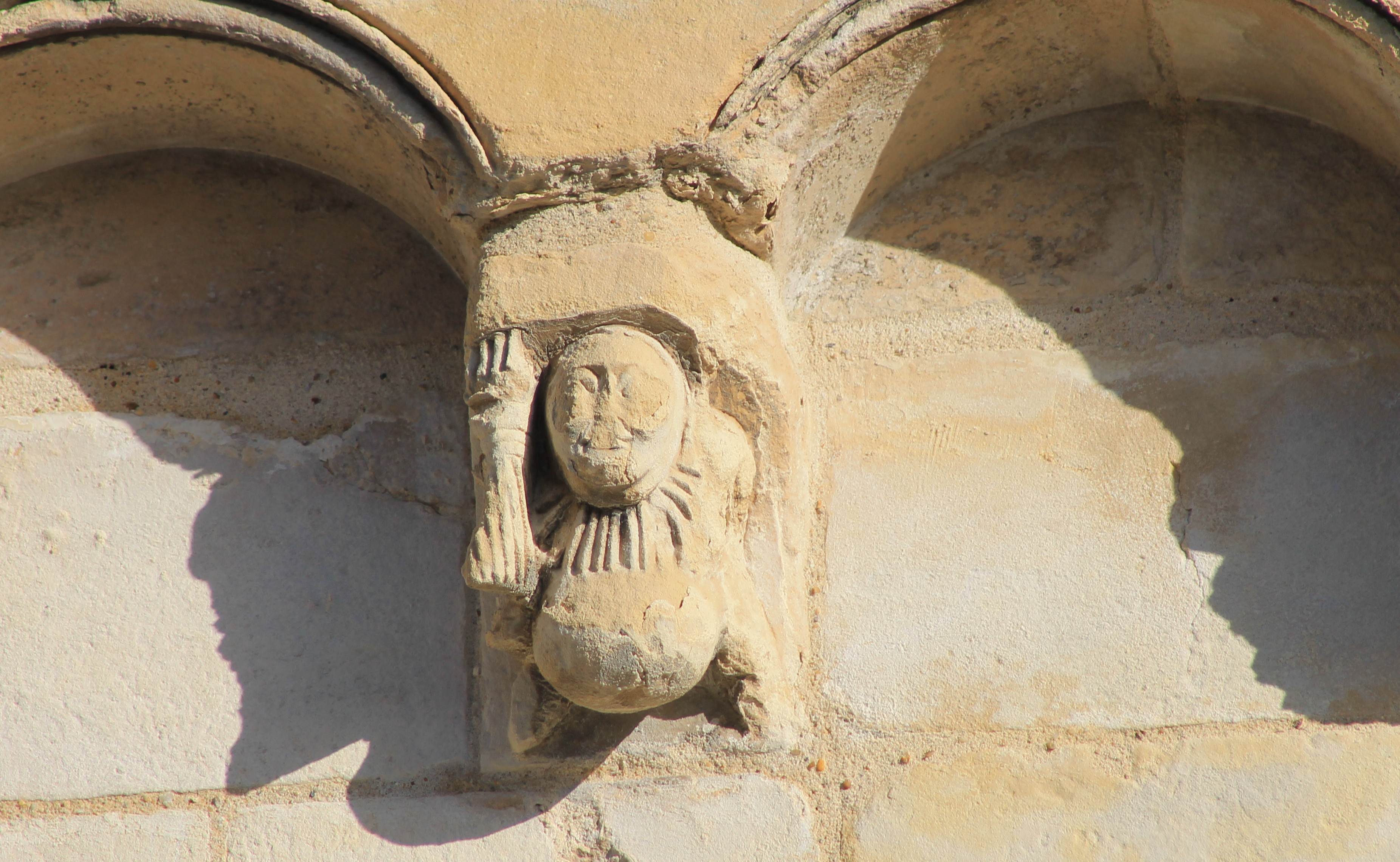
Un modillon.